# Ternóvoie (Tambov)
|  | Per a altres significats, vegeu «Ternóvoie». |

Ternóvoie (en rus: Терновое) és un poble de l'óblast de Tambov, a Rússia, segons el cens del 2010 tenia 450 habitants.